# Deolinda
Deolinda est un quartet de musique populaire portugaise, fondé en 2006, inspiré par le fado et par ses origines traditionnelles.

## Biographie
Le projet musical débute en 2006, quand les frères Pedro da Silva Martins et Luís José Martins (ancien Bicho de 7 Cabeças), leur cousine, Ana Bacalhau, alors chanteuse du groupe Lupanar, et José Pedro Leitão, contrebassiste du groupe Lupanar (à présent époux d'Ana Bacalhau), s' ont joint autour de 4 chansons de Pedro. Le groupe Deolinda était né.
La chanson Contado Ninguém Acredita a été incluse dans la compilation Novos Talentos de 2007, lancé par la filiale portugaise de la Fnac.
Le premier album, Canção ao Lado, parait le 21 avril 2008. Par la suite, fin octobre 2008, le groupe atteint son classement le plus haut, la troisième place du classement officiel de l'Associação Fonográfica Portuguesa, le classement hebdomadaire des trente albums les plus vendus au Portugal.
En octobre 2008, le disque Canção ao Lado devient disque d'or. En décembre 2008, il devient disque de platine. Durant l'année 2009, le disque Canção ao lado obtient la récompense du double-platine, correspondant à la vente de plus de quarante mille exemplaire.
Le 2 mars 2009, le disque Canção ao Lado est lancé sur le marché européen par l'éditeur World Connection. En avril 2009, Deolinda fait son entrée à la 8e place du classement des ventes discographiques World Music Charts Europe et en mai le groupe monte à la 4e place de ce même classement.
Toujours en avril 2009, le groupe a commencé sa première tournée européenne. Ils ont joué, notamment, aux Pays-Bas, en Allemagne et en Suisse, puis reviennent au Portugal pour plusieurs concerts dans des villes comme Porto, Braga et Barcelos.
L'album Canção ao Lado a été classé à la dixième place selon le vote des auditeurs de Rádio Antena 3, un vote réalisé par cette station en avril 2009, au sein duquel les auditeurs devaient choisir le meilleur album de musique portugaise édité entre 1994 et 2009, la liste comprenait 100 albums lancés durant cette période.
Le 23 avril 2010 le groupe sort un nouvel album (Dois Selos e Um Carimbo) introduit par le titre Um Contra o Outro.
Leur second album, Dois Selos e Um Carimbo, est entré directement no 1 du classement des ventes portugaise et a reçu le prix de platine en novembre 2010.
La chanson Parva que Sou (« quelle idiote je suis »), a introduit quatre concerts donnés aux Colisées de Lisbonne et de Porto, en janvier 2011, elle a été considérée, par plusieurs éditorialistes, comme un hymne d'une génération, la génération qui éprouve des difficultés à s'en sortir.
Le 21 novembre 2011, à la suite de l'enregistrement du concert au colisée de Lisbonne, le premier DVD intitulé Deolinda ao Vivo no Coliseu dos Recreios est lancé.
Le 18 mars 2013 est lancé le 3e album intitulé Mundo Pequenino.

## Formation
- Ana Bacalhau : voix, depuis 2006
- Luís José Martins : guitare classique, ukulélé, cavaquinho, guitalélé, viola braguesa et voix, depuis 2006
- Pedro da Silva Martins : composition, paroles, guitare classique et voix, depuis 2006
- José Pedro Leitão : contrebasse et voix, depuis 2006

## Discographie

### Albums de studio
- Canção ao Lado (2008)  (CD, iPlay / World Connection)
- Dois Selos e Um Carimbo (2010) (CD, EMI Music Portugal)
- Mundo Pequenino[16] (2013)

### Albums en public
- Deolinda ao Vivo no Coliseu dos Recreios (2011)  (DVD, Sons em Trânsito)

### Participations
- Novos Talentos (2007), avec la chanson Contado Ninguém Acredita
- Feitiço de Amor - Banda Sonora (2008), avec la chanson Fado Toninho
- Fado Sempre! Ontem, Hoje e Amanhã! (2008), avec la chanson Fado Toninho
- Elas, as Melhores Vozes Femininas Portuguesas (2009), avec la chanson Clandestino
- Sounds Of The City - Lisbon (2009), avec la chanson Fado Toninho
- Beginners Guide To Fado (2010), avec la chanson Clandestino
- Remédio Santo - Banda Sonora (2011), avec la chanson Passou Por Mim e Sorriu

## Autres

### Distinctions et prix
Le 17 mai 2009, ils remportent la catégorie de la « meilleure révélation de l'année » du XIVe Gala des Globos de Ouro. Ils ont été lauréats parmi quatre nommés, interprètes ou groupes, dont les disques ont été lancés et qui se sont révélés en 2008, nommés qui incluaient Classificados, Per7ume et Rita Redshoes.
À ce même gala ils étaient également nommés dans la catégorie du « Meilleur Groupe » réunissant les quatre meilleurs groupes portugais dont les disques ont été lancés en 2008) partageant cet honneur avec Da Weasel, Mesa et les vainqueurs Buraka Som Sistema.
Canção ao Lado, le premier album de Deolinda, a été considéré par le Sunday Times comme le troisième meilleur disque de l'année dans la catégorie « Musique du Monde». « Ana Bacalhau et ses comparses mélange le sentiment du fado avec la sensibilité de la pop, jetant un regard sur le quotidien lisboète. Les chansons sont belles », pouvait-on lire dans l'édition du 6 décembre 2009 du journal britannique.
Deolinda a été sélectionné comme une des révélations de l'année par la revue Songlines. Ils ont gagné le prix du « Best Newcomer », attribué par la revue britannique Songlines, en avril 2010.
Également en 2010, leur second album, Dois Selos e Um Carimbo a été considéré comme un des 10 meilleurs albums de Musique du Monde, par le Sunday Times, et le Miami Herald le conseillant comme l'une des dix meilleures ventes de musique latine.
Leur concert à New York a reçu une critique positive par le prestigieux Huffington Post.
En mai 2011, ils ont gagné le Globo de Ouro dans la catégorie du « meilleur groupe ».
En novembre 2011, ils ont reçu le prix Amália-Rodrigues dans la catégorie « Musique populaire ».
En mars 2013, le groupe a été récompensé par le premier prix José Afonso pour le disque «Dois Selos e um Carimbo».

## Galerie

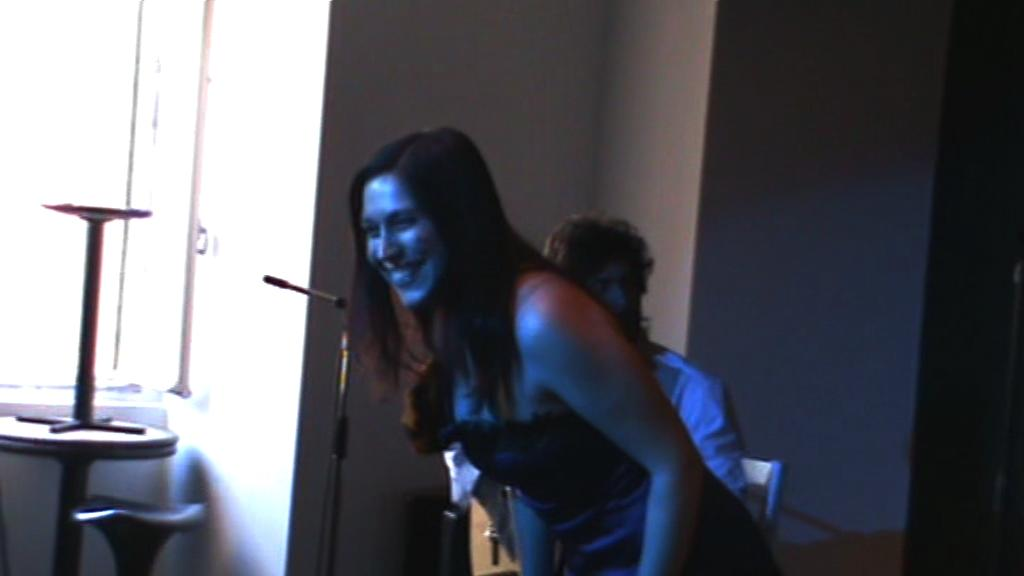
Deolinda en concert au Chiado en 2010, présentation de l'album Dois Selos e Um Carimbo
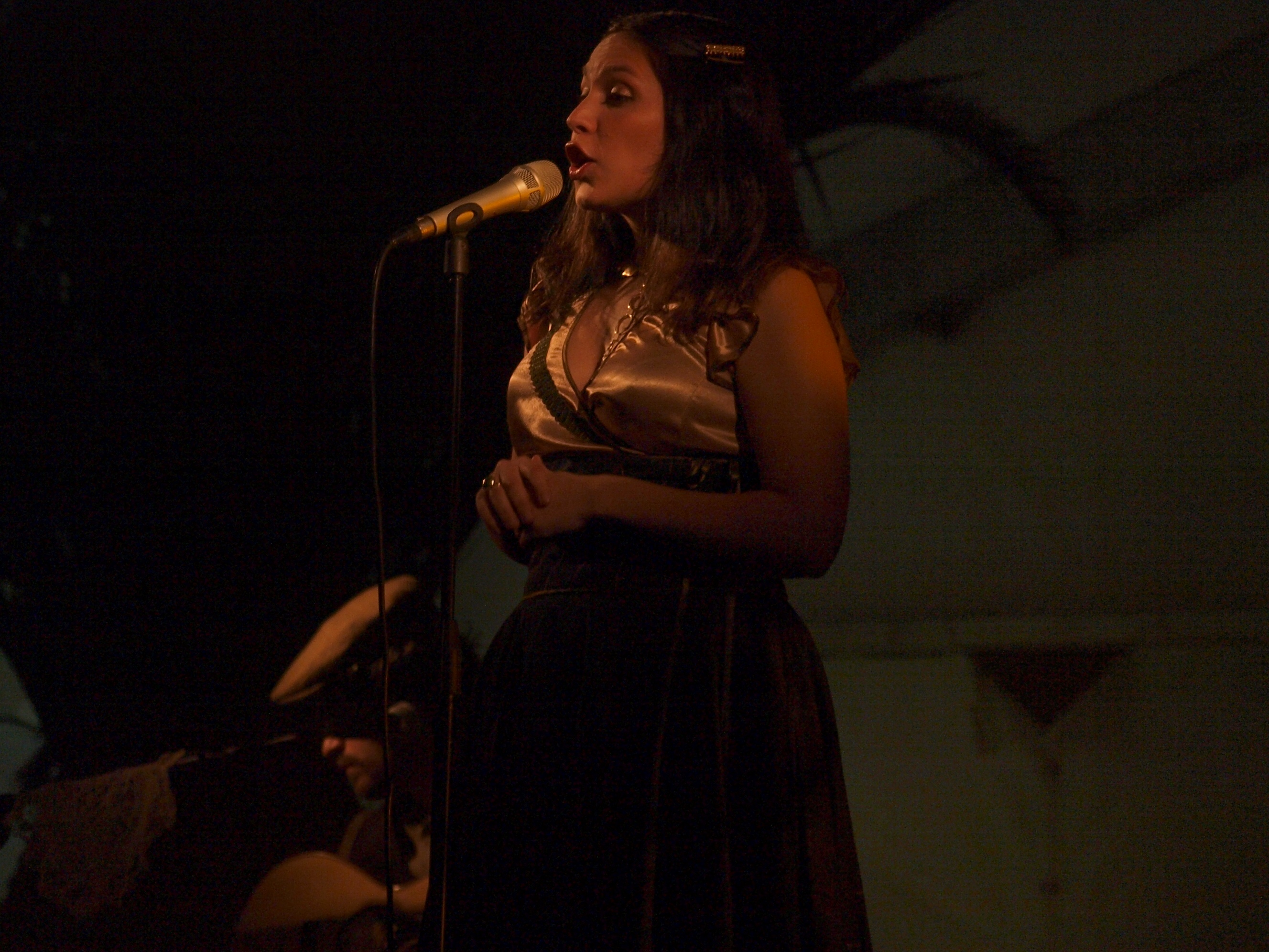
Ana Bacalhau, concert à Monchique
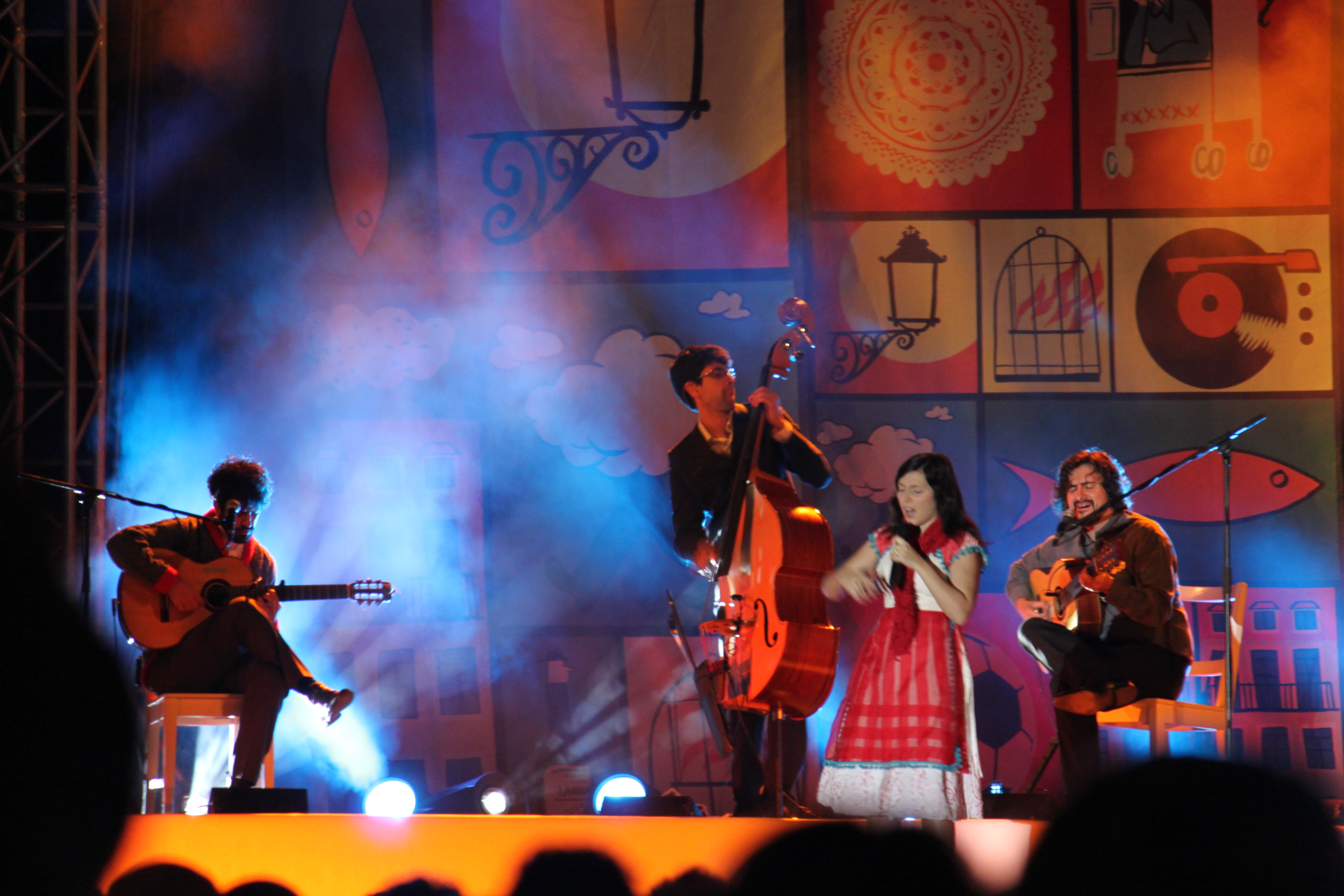
Deolinda en concert à Oeiras
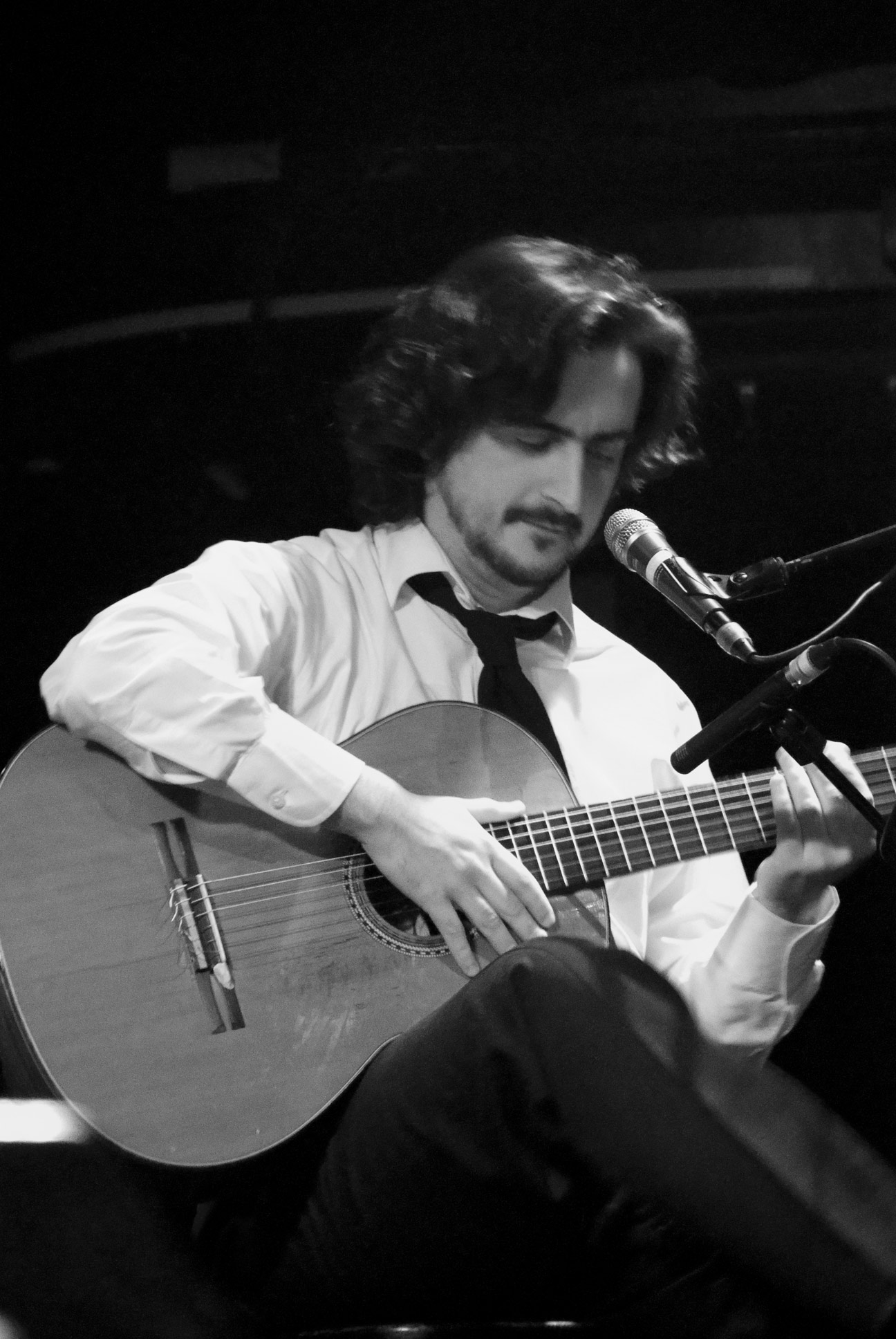
Pedro da Silva Martins au concert de Deolinda, à Amsterdam
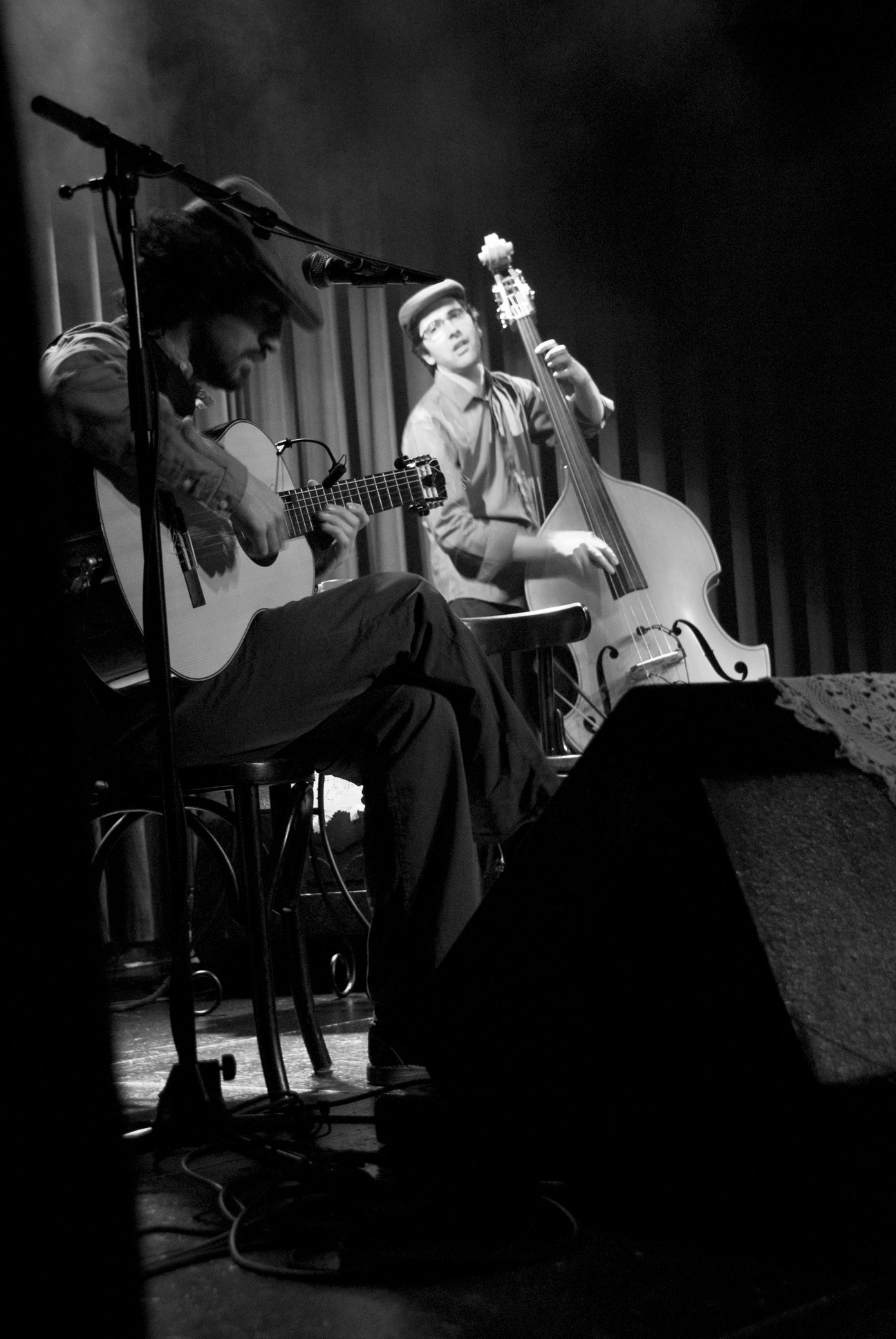
Luís José Martins et Zé Pedro Leitão au concert de Deolinda, à Amsterdam